# Diaphora
Diaphora és una gènere de lepidòpters ditrisis de la família dels erèbids (Erebidae), subfamília Arctiinae.

## Distribució
Es troba a la Zona Paleàrtica.

## Galeria

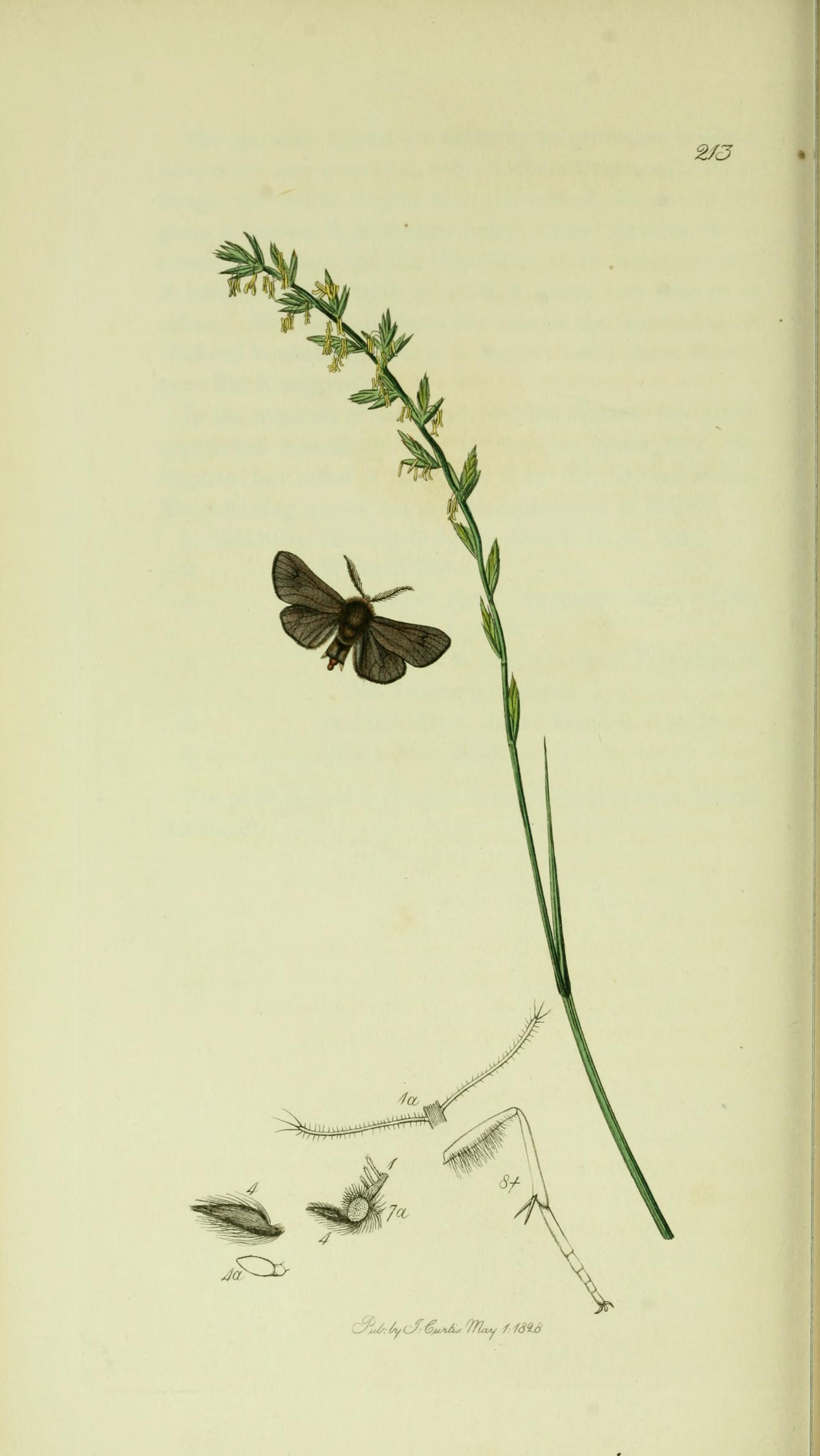
Il·lustració del volum 5 d'Entomologia Britànica de John Curtis
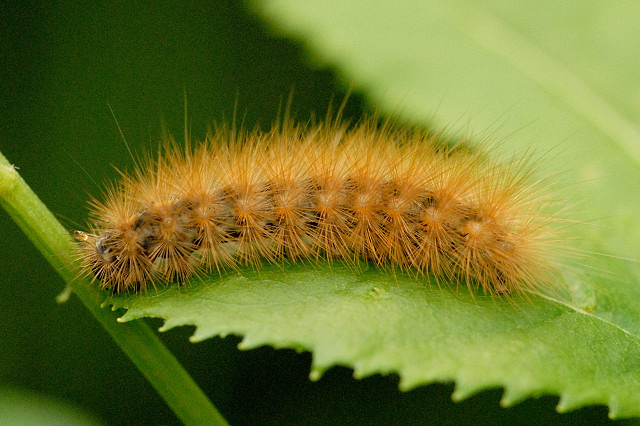
Diaphora mendica larva
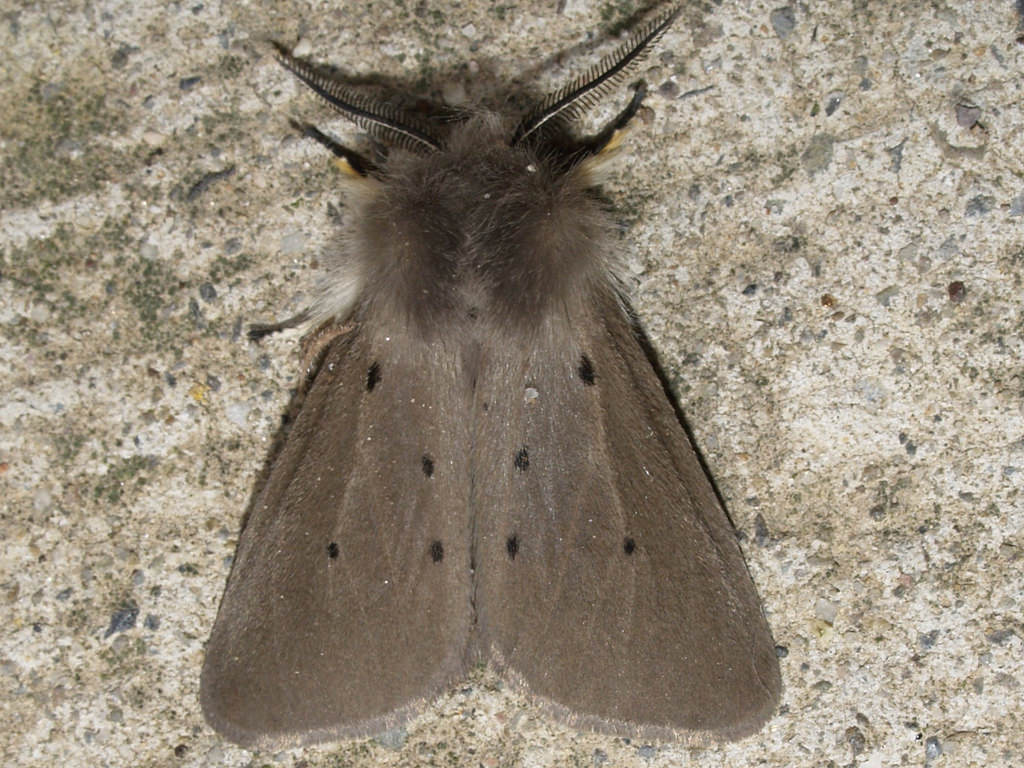
Diaphora mendica mascle
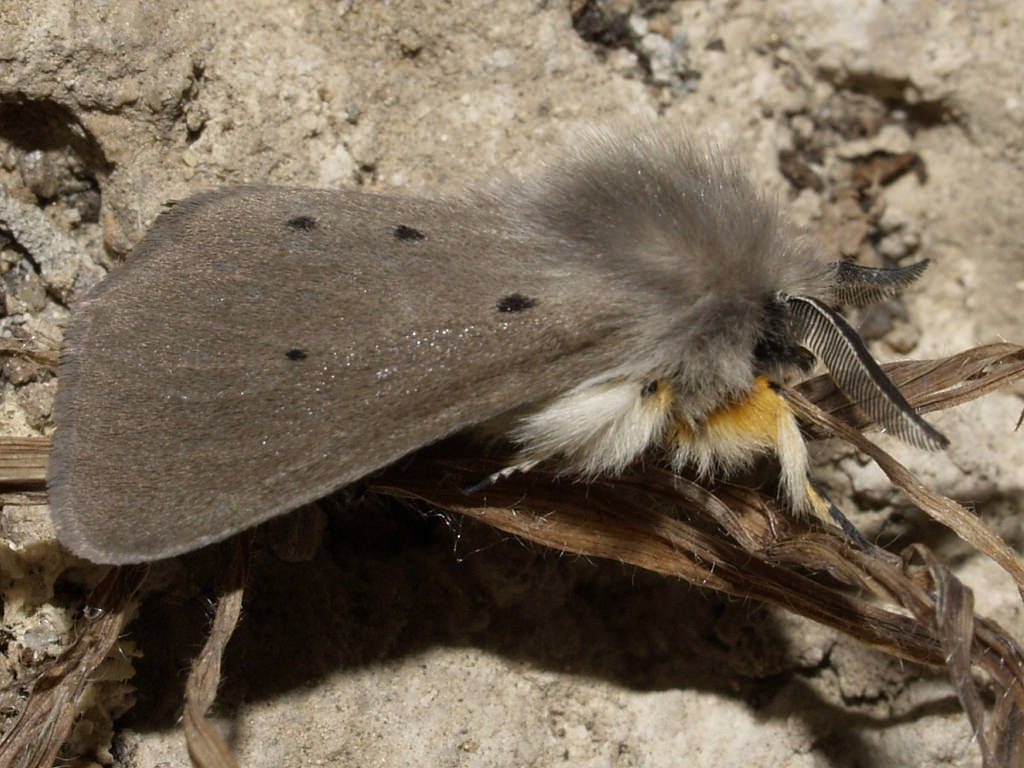
Diaphora mendica mascle
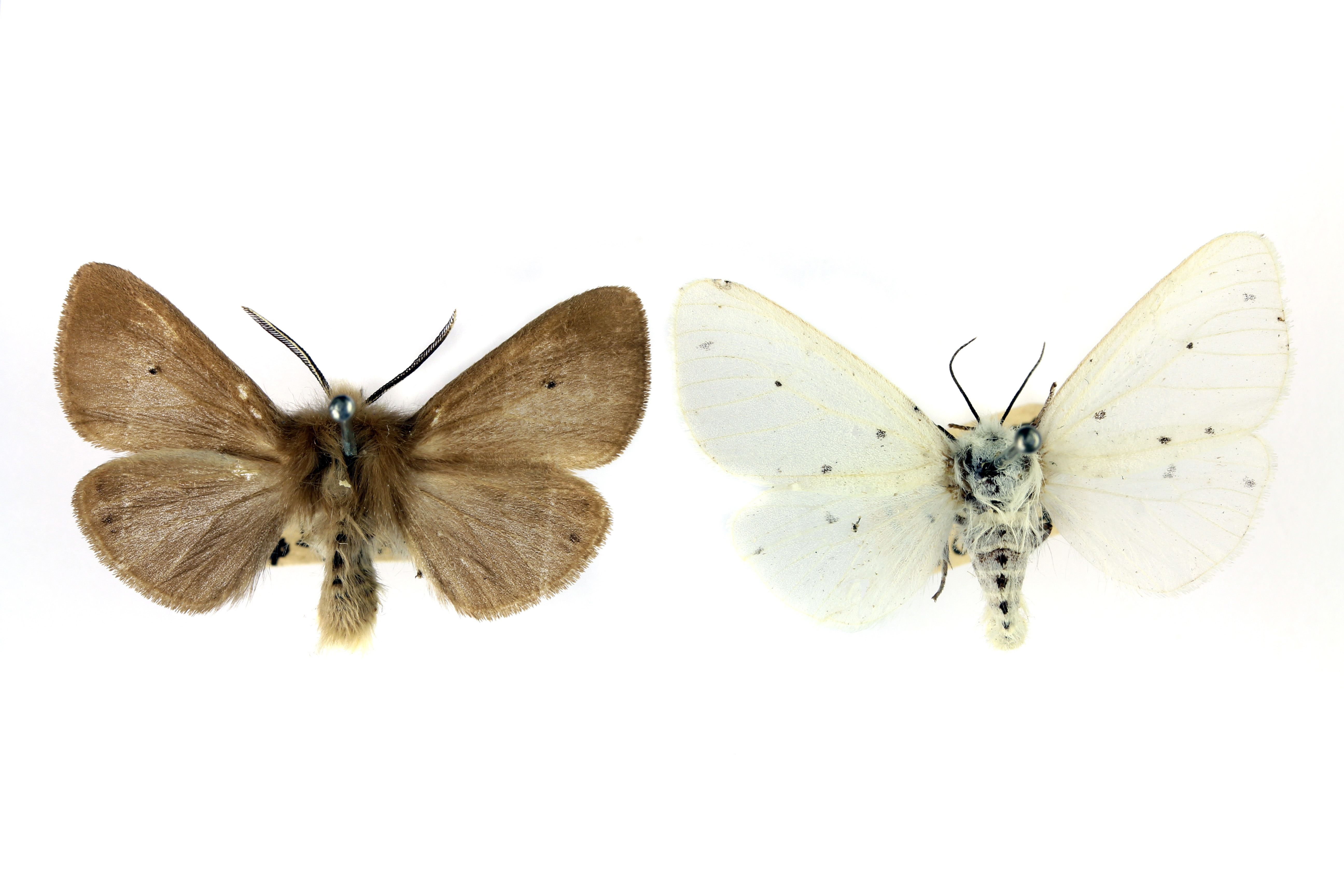
Diaphora mendica mascle i femella